# Eichelmühle
Eichelmühle ist ein Gemeindeteil der Stadt Herzogenaurach im Landkreis Erlangen-Höchstadt (Mittelfranken, Bayern). Eichelmühle liegt in der Gemarkung Herzogenaurach.

## Geographie
Die Einöde befand sich in der Nähe des Hauses Nr. 22 der Eichelmühlgasse an der Mittleren Aurach. Heute befindet sich an ihrer Stelle ein Parkplatz.

## Geschichte
Im Bamberger Urbar wurden 1348 drei Mühlen erwähnt, die mit allen Rechten dem Amt Herzogenaurach zustanden, vermutlich waren damit die Ecken-, Eichel- und Heinrichsmühle gemeint. 1399 wurde der Ort als „Eychelmül“ erstmals schriftlich erwähnt.
Gegen Ende des 18. Jahrhunderts bestand Eichelmühle aus einem Anwesen. Das Hochgericht übte das bambergische Centamt Herzogenaurach aus. Grundherr über die Mühle war das bambergische Kastenamt Herzogenaurach. Unter der preußischen Verwaltung (1792–1806) des Fürstentums Bayreuth erhielt Eichelmühle die Hausnummer 211 des Ortes Herzogenaurach.
Im Rahmen des Gemeindeedikts wurde Eichelmühle dem 1811 gebildeten Steuerdistrikt Herzogenaurach zugeordnet. Es gehörte auch der 1818 gegründeten Munizipalgemeinde Herzogenaurach an.
Zu Beginn des 20. Jahrhunderts war die Eichelmühle als Walkmühle „für die meisten Hausweber“ eingesetzt. Nach dem Erwerb durch das Liebfrauenhaus wurde sie als E-Werk für die Stromerzeugung verwendet.
Spätestens seit 1970 ist die Mühle in der Eichelmühlgasse abgegangen. Auch 1987 wird sie noch als Einöde bezeichnet, die im Gemeindeteil Herzogenaurach aufgegangen ist. Demnach wurde das Anwesen erst nach 1987 abgerissen.

### Einwohnerentwicklung
| Jahr      | 001818 | 001861 | 001871 | 001885 | 001900 | 001925 | 001950 | 001961 | 001970 | 001987 |
| Einwohner | 9      | 8      | 5      | 3      | 14     | 3      | 4      | 5      | *      | *      |
| Häuser    | 1      |        |        | 1      | 1      | 1      | 1      | 1      |        | *      |
| Quelle    | [ 9 ]  | [ 10 ] | [ 11 ] | [ 12 ] | [ 13 ] | [ 14 ] | [ 15 ] | [ 16 ] | [ 17 ] | [ 18 ] |

## Religion
Der Ort ist römisch-katholisch geprägt und nach St. Magdalena (Herzogenaurach) gepfarrt. Die Einwohner evangelisch-lutherischer Konfession sind in die Evangelische Stadtkirche (Herzogenaurach) gepfarrt.